# Theatrhythm Final Fantasy
Theatrhythm Final Fantasy är ett rytmspel som utvecklats av indiezero och publicerats av Square Enix till Nintendo 3DS och iOS. 
Spelet er baserat på Final Fantasy-serien och handlar om att använda pekskärmen i takt med musiken från denna serien. Spelet släpptes i Japan februari 2012 och i Nordamerika, Australien och Europa juli 2012. En iOS-version släpptes december 2012. En uppföljare, Theatrhythm Final Fantasy: Curtain Call, släpptes 2014. Et tredje spel baserat på Dragon Quest-serien, Theatrhythm Dragon Quest, släpptes 2015 endast i Japan. Ett arkadespel, Theatrhythm Final Fantasy: All-Star Carnival, släpptes 2016.